# Poesia épica
A poesia épica (em grego clássico: ἐπύλλιον, plural: ἐπύλλια, epyllia) é um subgênero de literatura voltado para a expressão poética de mitos e histórias coletivas. Manifesta-se, principalmente, pela epopeia, um gênero textual que narra os feitos de um herói lendário, a exemplo da Odisseia de Homero e d'Os Lusíadas de Camões.

## Epopeia
Epopeia é uma narrativa que apresenta, com maior qualidade os fatos originalmente contados em versos, a saber as características: personagens, tempo, ação, espaço. Também pode conter factos heroicos muitas vezes transcorridos durante guerras.
Epopeia é um poema épico ou lírico. Um poema heroico narrativo extenso, uma coleção de feitos, de fatos históricos, de um ou de vários indivíduos, reais, lendários ou mitológicos. A epopeia eterniza lendas seculares e tradições ancestrais, preservada ao longo dos tempos pela tradição oral ou escrita. A epopeia exalta um povo que é representado por um herói (exemplo: Os Portugueses em Lusíadas). Os primeiros grandes modelos ocidentais de epopeia são os poemas homéricos a Ilíada e a Odisseia, os quais têm a sua origem nas lendas sobre a guerra de Troia.
Segundo Aristóteles, a epopeia é a imitação de homens superiores, em versos com metro único e forma narrativa, diferindo assim das tragédias. As epopeias não possuem limite de tempo ou espaço, tornando-se ilimitadas, diferindo assim das tragédias, que possuem tempo determinado, como por exemplo o período de um dia inteiro.
Dentre os poemas épicos podem ser citados:

## Epopeias orais
Os primeiros épicos foram produtos de sociedades pré-letradas e tradições poéticas de história oral. A tradição oral foi usada junto com as escrituras escritas para comunicar e facilitar a difusão da cultura. Nessas tradições, a poesia é transmitida ao público e de intérprete a intérprete por meios puramente orais. O estudo do início do século XX sobre a vida de tradições épicas orais nos Bálcãs demonstrou a paratática, modelo usado para compor esses poemas. O que eles demonstraram foi que os épicos orais tendem a ser construídos em episódios curtos, cada um de igual status, interesse e importância. Isso facilita a memorização, pois o poeta está relembrando cada episódio por vez e usando os episódios completos para recriar todo o épico à medida que o interpreta. A fonte mais provável para os textos escritos das epopeias de Homero foi o ditado de uma apresentação oral.
Os épicos homéricos, as primeiras obras da literatura ocidental, eram fundamentalmente uma forma poética oral. Essas obras constituem a base do gênero épico na literatura ocidental. Quase todos os épicos ocidentais (incluindo a Eneida de Virgílio e a Divina Comédia de Dante) se apresentam conscientemente como uma continuação da tradição iniciada por esses poemas.

## Algumas obras épicas
| Título                     | Autor                                | Onde foi criada   | Data                 |
| -------------------------- | ------------------------------------ | ----------------- | -------------------- |
| Epopeia de Gilgamés        | anônimo                              | Suméria           | séc. XXII – XII a.C. |
| Ilíada                     | Homero                               | Grécia            | c. séc. VIII a.C.    |
| Odisseia                   | Homero                               | Grécia            | c. séc. VIII a.C.    |
| Teogonia                   | Hesíodo                              | Grécia            | séc. VII a.C.        |
| Os Trabalhos e os Dias     | Hesíodo                              | Grécia            | séc. VII a.C.        |
| Mahabharata                | Viasa                                | Índia             | séc. IV – III a.C.   |
| As Argonáuticas            | Apolônio de Rodes                    | Grécia            | séc. III a.C.        |
| Anais                      | Ênio                                 | Roma              | séc. III a.C.        |
| Eneida                     | Virgílio                             | Roma              | séc. I a.C.          |
| Metamorfoses               | Ovídio                               | Roma              | séc. I a.C.          |
| Farsália                   | Lucano                               | Roma              | séc. I               |
| Púnica                     | Sílio Itálico                        | Roma              | séc. I               |
| Tebaida                    | Estácio                              | Roma              | séc. I               |
| Aquileida                  | Estácio                              | Roma              | séc. I               |
| Argonáuticas               | Valério Flaco                        | Roma              | séc. I               |
| Do rapto de Prosérpina     | Claudiano                            | Roma              | séc. IV              |
| Gigantomaquia              | Claudiano                            | Roma              | séc. IV              |
| Beowulf                    | anônimo                              | Inglaterra        | séc. VIII – XI       |
| Canção de Rolando          | anônimo                              | França            | séc. XI              |
| Digenis Acritas            | anônimo                              | Império Bizantino | séc. XI ou XII       |
| Canção dos Nibelungos      | anônimo                              | Alemanha          | c. 1200              |
| Cantar de Mio Cid          | anônimo                              | Espanha           | c. 1200              |
| Parzival                   | Wolfram von Eschenbach               | Alemanha          | séc. XIII            |
| Saga dos Volsungos         | anônimo                              | Islândia          | c. 1300              |
| Divina Comédia             | Dante Alighieri                      | Itália            | 1304 – 1321          |
| Orlando Furioso            | Ariosto                              | Itália            | séc. XIV–XVI         |
| Os Lusíadas                | Camões                               | Portugal          | 1572                 |
| Jerusalém Libertada        | Torquato Tasso                       | Itália            | 1580                 |
| Malaca Conquistada         | Francisco de Sá de Meneses           | Portugal          | 1634                 |
| Paraíso Perdido            | John Milton                          | Inglaterra        | 1667                 |
| Viriato Trágico            | Brás Garcia de Mascarenhas           | Portugal          | 1699                 |
| O Uraguai                  | Basílio da Gama                      | Brasil            | 1769                 |
| Caramuru                   | Santa Rita Durão                     | Brasil            | 1781                 |
| Hermann e Doroteia         | Goethe                               | Alemanha          | 1796 – 1797          |
| O Oriente                  | José Agostinho de Macedo             | Portugal          | 1814                 |
| O novo argonauta           | José Agostinho de Macedo             | Portugal          | 1825                 |
| Destruição de Nínive       | Edwin Atherstone                     | Inglaterra        | 1828-1868            |
| Pan Tadeusz                | Adam Mickiewicz                      | Polónia           | 1834                 |
| Kalevala                   | Elias Lönnrot                        | Finlândia         | 1835–1849            |
| Batismo sobre Savica       | France Prešeren                      | Eslovênia         | 1836                 |
| A Confederação dos Tamoios | Domingos José Gonçalves de Magalhães | Brasil            | 1856                 |
| Mensagem                   | Fernando Pessoa                      | Portugal          | 1934                 |
| Brasileidas                | Carlos Alberto da Costa Nunes        | Brasil            | 1938                 |